# St. Josef (Dresden)

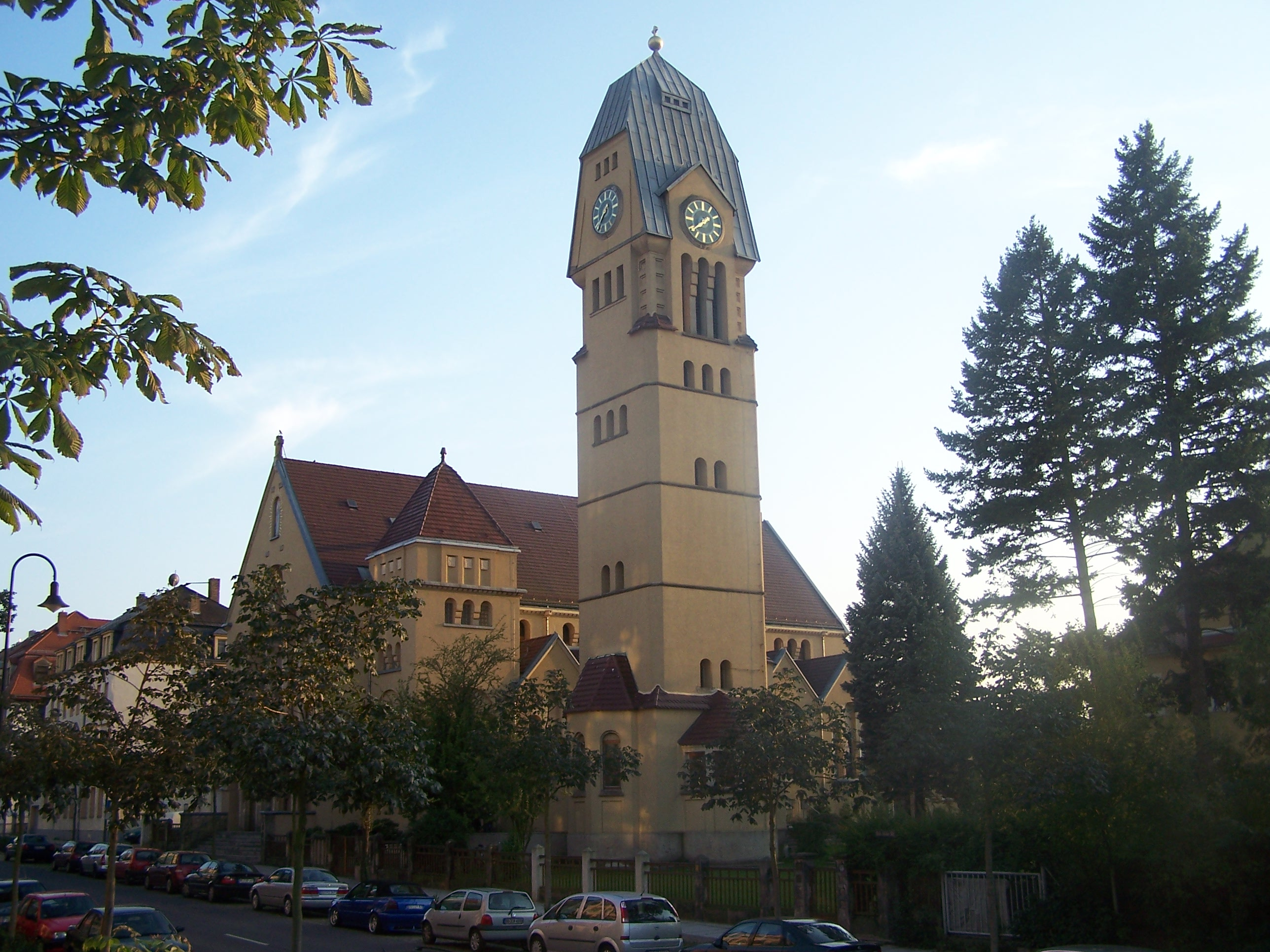
Josefskirche in Dresden Pieschen

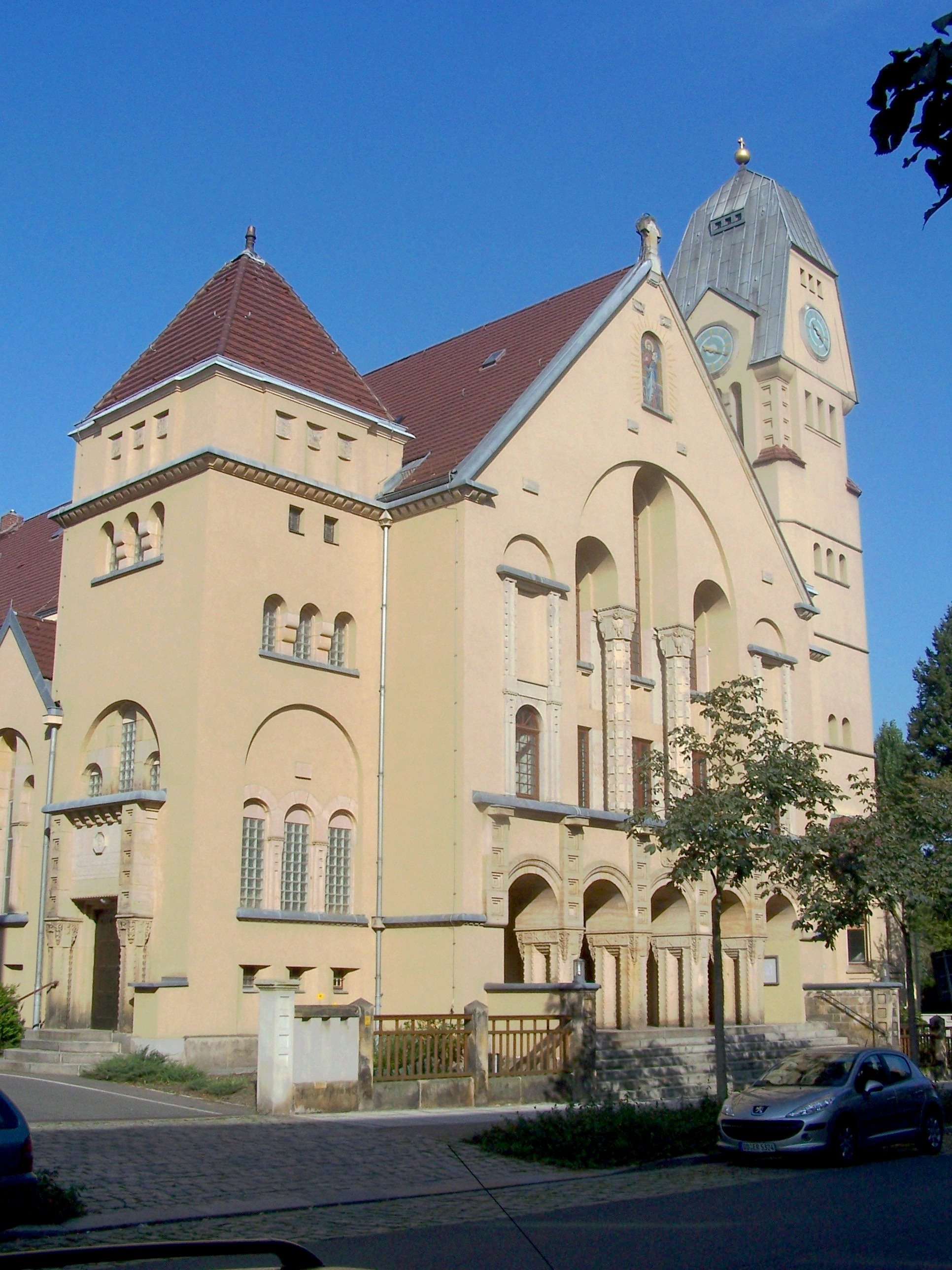
Sicht von Südosten

Die St.-Josef-Kirche ist die katholische Kirche im Dresdner Stadtteil Pieschen. Die nach Josef von Nazaret benannte Filialkirche steht an der Rehefelder Straße 61 und gehört zum Dekanat Dresden des Bistums Dresden-Meißen. 

## Geschichte
Im Jahr 1891 gründete sich im evangelischen Pieschen ein katholischer Volksverein. Der erste katholische Gottesdienst fand 1896 im Ballhaus Watzke statt. Ein eigenständiges Pfarramt Dresden-Pieschen wurde 1904 gegründet, die erste Kapelle der Pfarrei befand sich in der katholischen Schule an der Leisniger Straße. Nachdem sich 1908 Bischof Aloys Schäfer und die Gemeinde für den Bau einer katholischen Kirche in Pieschen eingesetzt hatten, entstand sie von 1909 bis 1910 nach Entwürfen von Alexander Tandler als erste Stahlbetonkirche in Dresden im neoromanischen Stil. Obwohl während der Zeit des Jugendstils errichtet, zeigt die Kirche wenig entsprechende Stilelemente. Die Kirche wurde am 10. Oktober 1910 geweiht. Der Kirchturm wurde 1911 ergänzt.
Während des Ersten Weltkrieges wurden die Glocken eingeschmolzen, ein neues Geläut wurde 1930 geweiht. Im Jahr 1942 wurden erneut zwei der drei Glocken eingeschmolzen. Durch die Luftangriffe auf Dresden 1945 wurde die Kirche teilweise zerstört. Splitter und Druckwellen zerstörten dabei die Fenster und rissen Türen aus den Angeln. Der Wiederaufbau war 1950 abgeschlossen. 1959 erfolgte eine erneute Glockenweihe.
Im Jahre 1968 beschloss die Gemeinde, die Kirche umzubauen und dabei nach den Vorschriften des Zweiten Vatikanischen Konzils den Altar in den Kirchenmittelpunkt zu rücken. Architekt Hubert Paul baute daraufhin von 1970 bis 1978 die Kirche um. Die bildhauerischen Arbeiten übernahm Friedrich Press. Für den Umbau gab es die Auflage, dass die Volkseigenen Betriebe nicht in Anspruch genommen werden durften. Der Umbau erfolgte durch die Gemeinde, das Baumaterial wurde durch Bistümer in der BRD gespendet. In einem akustischen Projekt der Technischen Universität Dresden wurde die Decke so gestaltet, dass Zelebrant und Lektoren auch ohne Lautsprechanlage verstanden werden konnten.
Im Jahr 2000 wurde die Kirche saniert. Dabei wurden neue Fenster an der Vorderfront der Kirche in den Gemeinderäumen eingesetzt und neue Heizungen installiert. In der Apsis wurde ein Dachfenster eingebaut.
Im Mai 2008 wurden neue Kirchenfenster eingeweiht, die der Chemnitzer Künstler Michael Morgner gestaltet hat.

## Baubeschreibung
Die Kirche war ursprünglich als längs ausgerichtete Prozessionskirche angelegt. Der Altar stand in der Apsis auf einem hohen Treppenpodest unter einem vergoldeten Stuckbaldachin. Die Kirchenfenster waren dunkel gewischt und gebrannt. 
Das Kirchenschiff ist 12 Meter hoch.

## Ausstattung
Im Altarraum sind die zwölf Tore Jerusalems als sechs Doppeltore dargestellt. Die wesenhafte Gestaltung der Doppeltore aus Ziegeln soll die himmlische Stadt darstellen und die Gemeinde mit allen Christen verbinden.
In einer kleinen Seitenkapelle steht der Tabernakel in Form einer stilisierten grünen Feuersäule, darüber eine Kruzifixdarstellung, die das Leiden Christi in aller Schwere zeigt.
An der rechten vorderen Säule im Kirchenraum ist eine hölzerne Marienplastik angebracht. Sie ist auf wenige Attribute wie den Bauch einer schwangeren Frau reduziert.

## Orgel

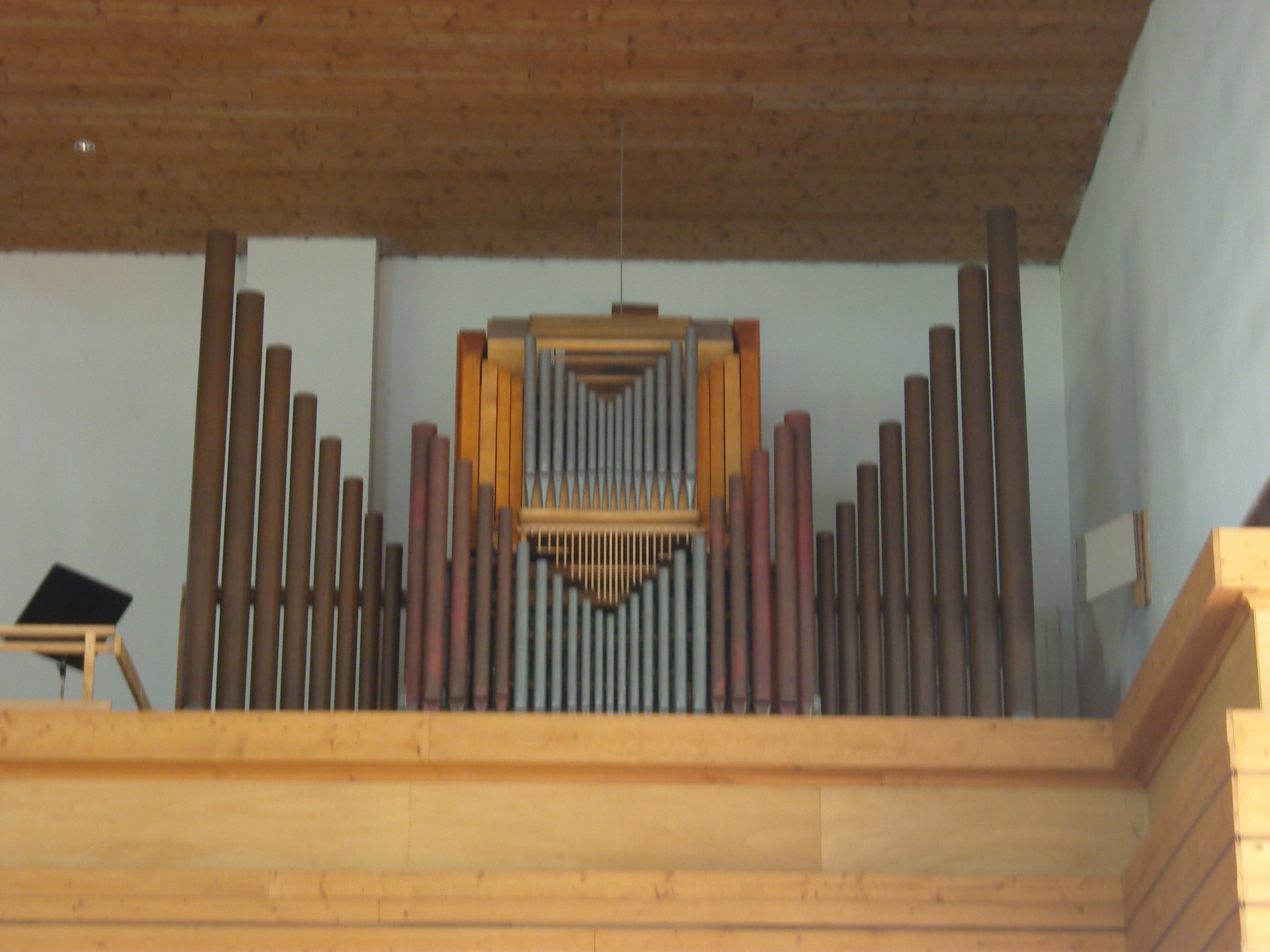
Orgel

Die Orgel folgt einem ersten Instrument der Firma Jehmlich nach und wurde 1995 von der evangelischen Gemeinde in Traunstein erworben. Dabei handelt es sich um eine modifizierte Serienorgel der österreichischen Firma Rieger aus dem Jahr 1953. Das Klangbild folgt dem des süddeutschen Orgelbaues. Die Orgel baut auf einem Prinzipal 8′ (Hauptwerk) auf. Sie verfügt über 21 Register. Der Prospekt ist einfach und offen gehalten und wird im Wesentlichen durch den aus Kupfer aufgebauten Prinzipal 8′ gebildet. Das Positivwerk ist als Schwellwerk ausgeführt. Die Pedalregister Subbaß, Offenbaß und Flöte werden aus derselben Reihe gewonnen. Unter und hinter der Sitzbank befindet sich das (Klein-)Pedal, der Spieler sitzt also quasi auf dem Pedalwerk; die Züge für die Pedalregister sind in den Seitenlehnen der Sitzbank untergebracht.
| I Hauptwerk C–c4 |            |        |
| 1.               | Prinzipal  | 8′     |
| 2.               | Quintade   | 8′     |
| 3.               | Oktave     | 4′     |
| 4.               | Blockflöte | 4′     |
| 5.               | Quinte     | 2 ⁄3′  |
| 6.               | Waldflöte  | 2′     |
| 7.               | Terz       | 1 3⁄5′ |
| 8.               | Mixtur IV  | 2′     |
|                  | Tremulant  |        |

| II Positiv C–c4 |           |       |
| 9.              | Gedackt   | 8′    |
| 10.             | Flöte     | 4′    |
| 11.             | Prinzipal | 2′    |
| 12.             | Quinte    | 1 ⁄3′ |
| 13.             | Schwiegel | 1′    |
| 14.             | Zymbel II |       |
| 15.             | Krummhorn | 8′    |
|                 | Tremulant |       |

| Pedal C–g1 |            |       |
| 16.        | Subbaß     | 16′   |
| 17.        | Offenbaß   | 8′    |
| 18.        | Flöte      | 4′    |
| 19.        | Spitzflöte | 2′    |
| 20.        | Mixtur II  | 1 ⁄3′ |
| 21.        | Sordun     | 16′   |

- Koppeln: II/I, I/P

## Glocken
Nachdem das erste Glockengeläut während des Ersten Weltkrieges eingeschmolzen wurde und das zweite teilweise während des Zweiten Weltkriegs, verfügt die Kirche heute über drei Glocken.
Die große Josefsglocke wurde 1959 geweiht. Die Gemeinde der Dresdner Neustadt schenkte der Gemeinde der Josefskirche die mittlere Glocke, die Marienglocke. Die kleine Glocke, die Elisabethglocke, stammt noch aus dem zweiten Glockengeläut.